# 텡쿠 아드난 텡쿠 만소르

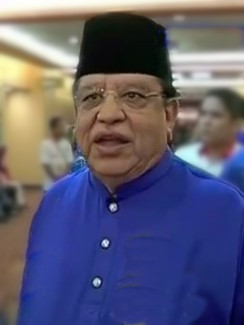

텡쿠 아드난 텡쿠 만소르(말레이어: Tengku Adnan Tengku Mansor, 문화어: 떵꾸 아드난 떵꾸 만쏘르)는 말레이시아의 정치인이다. 2006년부터 2008년까지 관광부 장관으로 재직했으며, 2008년 3월 20일 모하마드 라지 셰이크 아흐마드의 사임 이후 집권 통일말레이국민조직(UMNO)의 총서기로 임명되었다. 2013년 5월 16일 쿠알라룸푸르, 푸트라자야, 라부안을 관할하는 연방직할시장에 임명되어 현재까지 재직중이다.